# 常路河
常路河，旧称巨围水，位于中国山东省蒙阴县西部，是东汶河北源，发源于常路镇北部与新泰市交界的聚粮山东麓，向南流经上行庄水库以及西高都、西下庄、常路、西北楼等村，至小张台村会北源青山河。全长15公里，流域面积51.7平方公里。